# Edward Wakefield (Politiker, 1845)

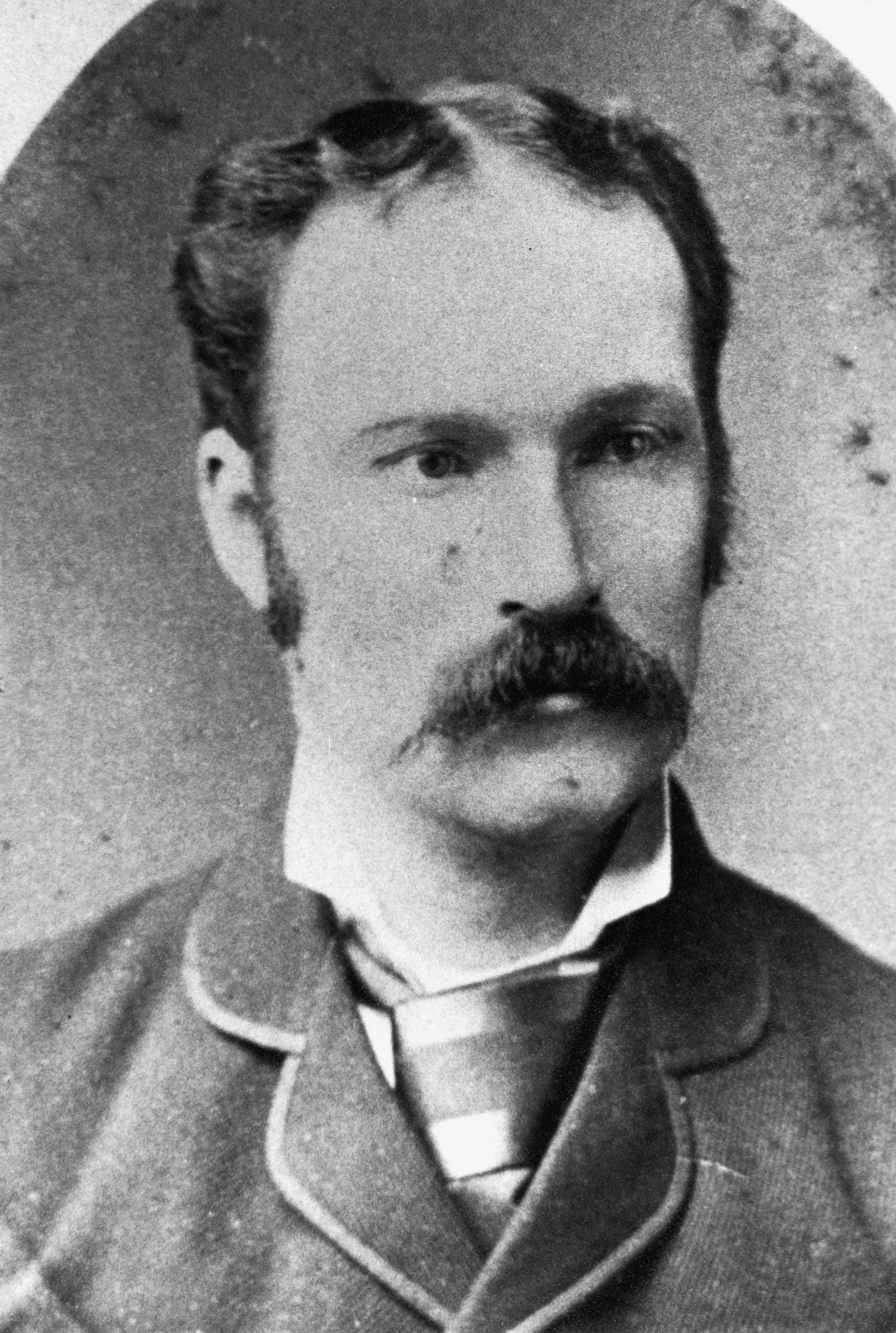
Edward Wakefield

Edward Wakefield (* 1845; † 1924) war ein neuseeländischer Journalist und Politiker.

## Karriere
1866 wurde Wakefield im Alter von nur 21 Jahren Privatsekretär des neuseeländischen Premierministers Edward Stafford und war in den folgenden vier Jahren als Kabinettssekretär der Regierung tätig. Später wandte er sich dem Zeitungsgeschäft zu und war Herausgeber des Timaru Herald. Daneben schrieb er Leitartikel für die Zeitungen Otago Daily Times, New Zealand Times und The Press.
In den Jahren 1875 bis 1881 war er der Abgeordnete des Wahlbezirkes Geraldine im Neuseeländischen Parlament. Danach übernahm er die Position des Colonial Sekretary in der Regierung von Harry Atkinson, die jedoch nach nur einer Woche an einem Misstrauensvotum scheiterte. In der Wahlperiode von 1884 bis 1887 vertrat er den Wahlbezirk des Selwyn District.

## Werke
- Wakefield: New Zealand after Fifty Years. Cassel & Company, New York 1889, ISBN 978-1-333-30641-0 (englisch, Sozialstudie, unter Forgotten Books als Neuauflage erhältlich).[1]